# Jaap Dirkmaat
Jaap Dirkmaat (Hilversum, 1958) is een Nederlands natuurbeschermer.

## Levensloop
Jaap Dirkmaat groeide op in de nieuwbouwwijk Dukenburg in Nijmegen en was al op jonge leeftijd actief met natuurbescherming. Hij heeft op de tuinbouwschool gezeten.
Dirkmaat was vele jaren de voorzitter van de vereniging Das & Boom, een vereniging die hij in 1981 mede oprichtte. Deze organisatie zette zich in voor het behoud van bedreigde diersoorten en hun leefgebieden. In 2006 hief hij de vereniging op omdat deze organisatie, in zijn ogen, geslaagd was in het bereiken van haar doelen: hij stelt dat "[er] tegenwoordig in Nederland geen schop meer de grond in [gaat], alvorens eerst onderzocht wordt wat voor effect dit zal hebben op het voortbestaan van bedreigde soorten" De leden en medewerkers van Das & Boom vormden vervolgens de Vereniging Nederlands Cultuurlandschap die zich inzet voor de landschapskwaliteit in Nederland. Dirkmaat is momenteel directeur van deze vereniging met circa 3.000 leden. Van 1999 tot 2015 was hij ook voorzitter van de Stichting wAarde. Voor zijn werk bij Das & Boom en de Vereniging Nederlands Cultuurlandschap is hij meermaals opgenomen in de Duurzame 100 van het dagblad Trouw.
Voorjaar 2013 ontving Jaap Dirkmaat de Oudemansmedaille, een door Natuurmonumenten uitgereikte onderscheiding, die wordt toegekend aan personen die zich bijzonder inzetten voor de natuur. In 2018 is Dirkmaat voor zijn verdiensten voor natuur en landschap benoemd tot Ridder in de Orde van Oranje-Nassau.
Daarnaast was Dirkmaat politiek actief. In 1998 haalden De Groenen bij de verkiezing voor de Tweede Kamer met hem als lijsttrekker 0,19% van de stemmen. In 2002 werd hij lid van de ChristenUnie, "vanwege de stevige milieustandpunten van die partij". Hij verliet deze partij echter omdat de partij moeite had met zijn homoseksualiteit. Hij werd vervolgens actief bij GroenLinks. In 2006 stond hij op plaats 16 van de lijst van GroenLinks voor de Tweede Kamer. In 2010 kandideerde hij wederom voor de lijst van GroenLinks. Ondanks een advies voor een plek bij de eerste vijf kwam hij niet op de lijst. Dirkmaat is sindsdien niet meer actief in de politiek.

## Werken
Dirkmaat schreef een vijftal boeken over natuur en milieu: 
- Mooi Europa (2012)
- Natuur in de straat (2011)
- Nederland weer mooi. Op weg naar een natuurlijk en idyllisch landschap (2005)
- Greven. De lotgevallen van een dassenvolk (2001, samen met G. van Moll)
- De Das in Nederland (1988; samen met H. Derckx; 5e druk: De das gered! Hoe een vereniging zichzelf overbodig maakte, 2006)